# Djelida (distrito)
Djelida é um distrito localizado na província de Aïn Defla, no norte da Argélia.[carece de fontes?] Sua capital é Djelida.

## Municípios
O distrito consiste de três municípios:
- Djelida
- Bouchared
- Djemaa Ouled Cheikh